# 유연근무제
유연근무제(柔軟勤務制) 또는 플렉스타임(영어: flextime, flexitime,flex-time) 혹은 프랑스에서 퍼플잡(purple job)은 개인의 선택에 따라 근무 시간·근무 환경을 조절할 수 있는 제도를 말한다.
선택적 근로시간제라고도 한다.
기업 조직에 유연성을 주는 제도이다. 틀에 박힌 근무시간이나 근무자를 요구하는 정형화된 기준의 근무제도에서 벗어나, 개인의 특성이나 환경에 맞는 다양한 근무 제도를 통해 생산성을 높이는 일종의 기업경영 개선책이라고 할 수 있다. 핵심 근무시간을 제외하고 재택근무제, 유연 출·퇴근제, 일자리 증유제(하나의 자리를 두 사람이 나누어 근무하는 것). 하루 근무시간을 늘리는 대신 추가 휴일을 갖는 집중 근무제, 한시적 시간근무제 등 포괄적으로 실시한다.

## 종류
- 유연근무제의 종류로 총 5가지로 분류할 수 있다.

1. 유연 출·퇴근제는 필수 근무 시간을 빼고, 자신에게 편리한 시간에 직접 정해서 근무하는 제도이다.
2. 재택근무제는 회사 출·퇴근 없이 집에서만 근무할 수 있도록 하는 제도이다.
3. 일자리 공유제는 한개의 일자리를 두 사람 이상의 인원이 나눠 근무하도록 한다.
4. 집중근무제는 하루 근무시간을 늘리는 대신 나중에 이에 보상하는 추가적인 휴일을 갖도록 한다.
5. 한시적 시간근무제는 개인이 원하는 일정한 기간의 근무 시간을 줄이는 제도이다.[2]

## 각 나라 현황

### 프랑스
프랑스 화장품 회사 로레알은 직업을 가지고 있는 기혼 여성을 배려하는 유연근무제를 운영하고 있다. 프랑스 교육 체계에 맞게 수요일만 쉬는 '주4일제', 수요일만 재택 근무를 하는 '주5일제'를 지원한다. 프랑스 원자력 회사 아레바는 컨시어지 서비스를 지원한다. 회사 근무자들은 컨시어지를 이용해 집안일을 비롯한 각종 사적인 업무를 수행한다. 프랑스 사회통합총국은 프랑스의 유연근무제가 고용창출효과·업무 효율성·출산율을 높일 수 있다고 주장한다.

### 대한민국
대한민국 행정안전부는 2010년 7월달부터 전체 중앙부처와 지방자치단체로 유연근무제를 확대하기 위해 유연근무제 운영지침을 관련 기관에 통보했다. 이에 따라 식약청은 2010년 8월부터 유연근무제를 시행하고 있다.

## 같이 보기
- 주5일근무제
- 주4일근무제
- 주3일근무제
- 일자리 나누기